# Distichlis spicata
Distichlis spicata là một loài thực vật có hoa trong họ Hòa thảo, còn được biết đến với tên gọi cỏ muối. Loài này được (L.) Greene mô tả khoa học đầu tiên năm 1887. Cỏ muối có nguồn gốc từ Châu Mỹ, nơi nó mọc phổ biến. Nó cũng có thể được tìm thấy ở các lục địa khác, nơi nó được du nhập. Nó có khả năng chịu mặn cực kỳ tốt.

## Phân bố và sinh cảnh
Cỏ muối phát triển mạnh dọc theo bờ biển và trên các bãi muối và đất bị xáo trộn, cũng như các môi trường rừng, núi và sa mạc. Nó có thể hình thành các bãi đơn loài dày đặc, và nó thường phát triển thành quần thể nhân bản vô tính. Các quần thể không vô tính có xu hướng lệch về phần lớn giới tính này hay giới tính khác. Thân rễ của nó có những điểm sắc cho phép nó thâm nhập vào đất cứng và mô khí, cho phép nó phát triển dưới nước và trong bùn.
Cỏ muối từng tạo ra những đồng cỏ bao la, ví dụ như ở Vịnh San Francisco trước khi người châu Âu đặt chân đến. Vùng phân bố của cỏ muối đã bị co hẹp nhiều do hoạt động của con người.
Loại cây này phát triển dễ dàng ở đất mặn và kiềm. Cây chịu mặn tốt nhờ đào thải muối khỏi các mô qua các tuyến muối.

## Miêu tả
Cỏ muối là một loại cây lâu năm cứng với thân rễ và đôi khi là đốt. Nó là một loại cỏ mọc thẳng, đôi khi cao gần nửa mét nhưng thường ngắn hơn. Thân cây cứng, chắc, có lá hẹp dài tới 10 cm, có thể đóng muối khi sống trong môi trường mặn.
Loài này là đơn tính, có nghĩa là hoa đực và hoa cái phát triển trên các cá thể riêng biệt. Các cụm hoa cái có thể dài đến 8 cm, với bông màu xanh hoặc ngả tím. Hoa đực trông khá giống, mỏng hơn nhưng tổng thể lớn hơn và dày đặc hơn. Các bộ phận hoa của cả hai giới có thể có màu hồng tím tươi.

## Sử dụng
Vì cỏ muối loại bỏ muối dư thừa bằng cách tiết ra trên bề mặt của nó, người da đỏ Kawaiisu có thể tạo ra các khối muối bằng cách cạo muối khỏi lá.
"Trong điều kiện đất và độ ẩm thuận lợi, các nghiên cứu đã chỉ ra rằng cỏ muối hợp làm đồng cỏ tưới bằng nước mặn. Tổng năng suất chất khô là 9081 kg/ha với tổng sản lượng protein là 1300 kg/ha. Cỏ muối được tiêu thụ bởi cả gia súc và ngựa và có giá trị dinh dưỡng từ khá đến tốt vì nó vẫn xanh khi hầu hết các loại cỏ khác đã khô trong thời kỳ hạn hán và nó có khả năng chống chăn thả và giẫm đạp. Nó được cắt cả khi còn xanh và ở trạng thái khô; tuy nhiên, nó được sử dụng phổ biến nhất vào mùa đông để làm thức ăn chăn nuôi. Cỏ muối dọc theo bờ biển Đại Tây Dương là nguồn cỏ khô chính cho những người thuộc địa đầu tiên." (Cơ sở dữ liệu thực vật USDA, Hồ sơ thực vật)

## Hình ảnh

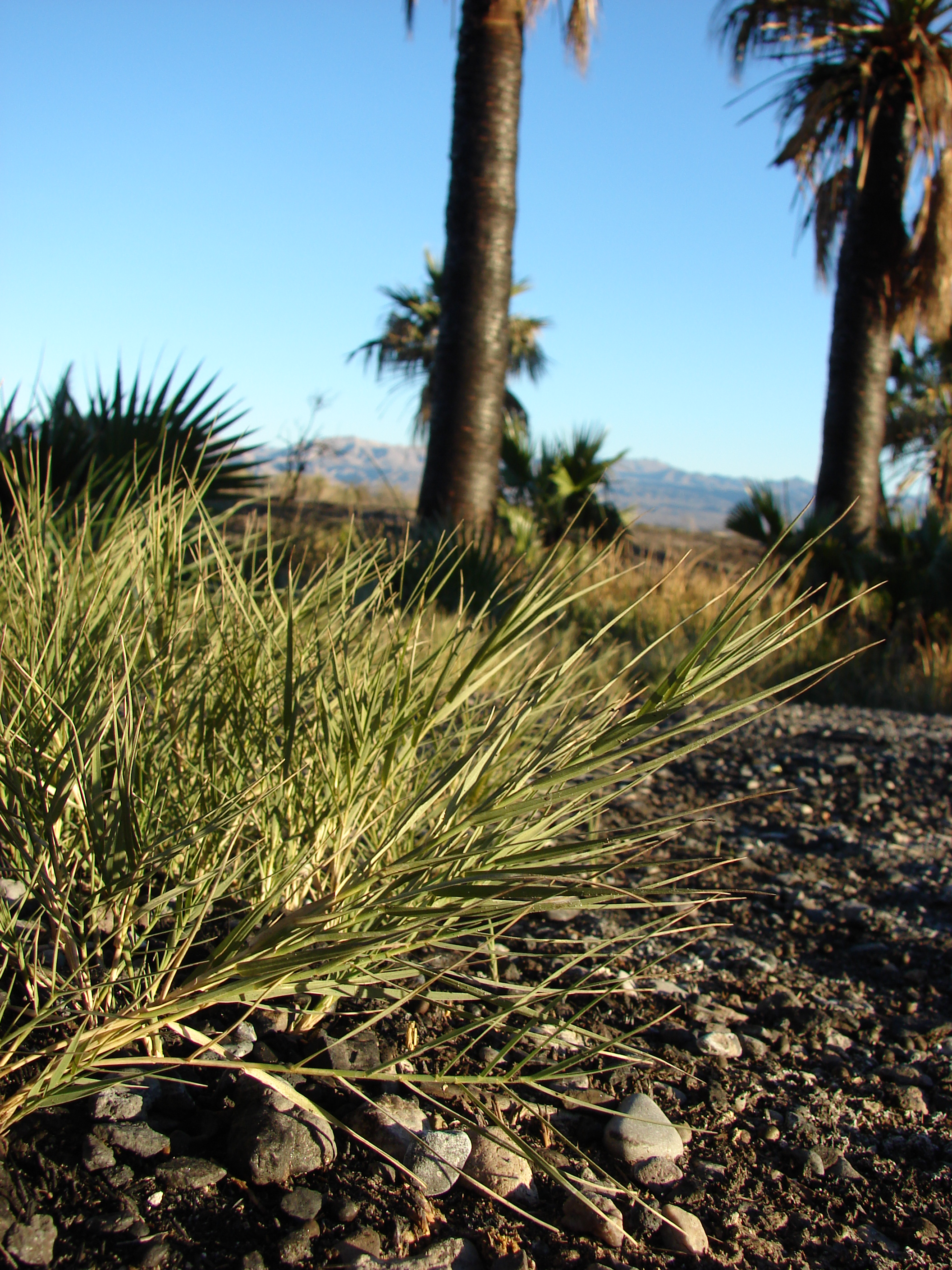
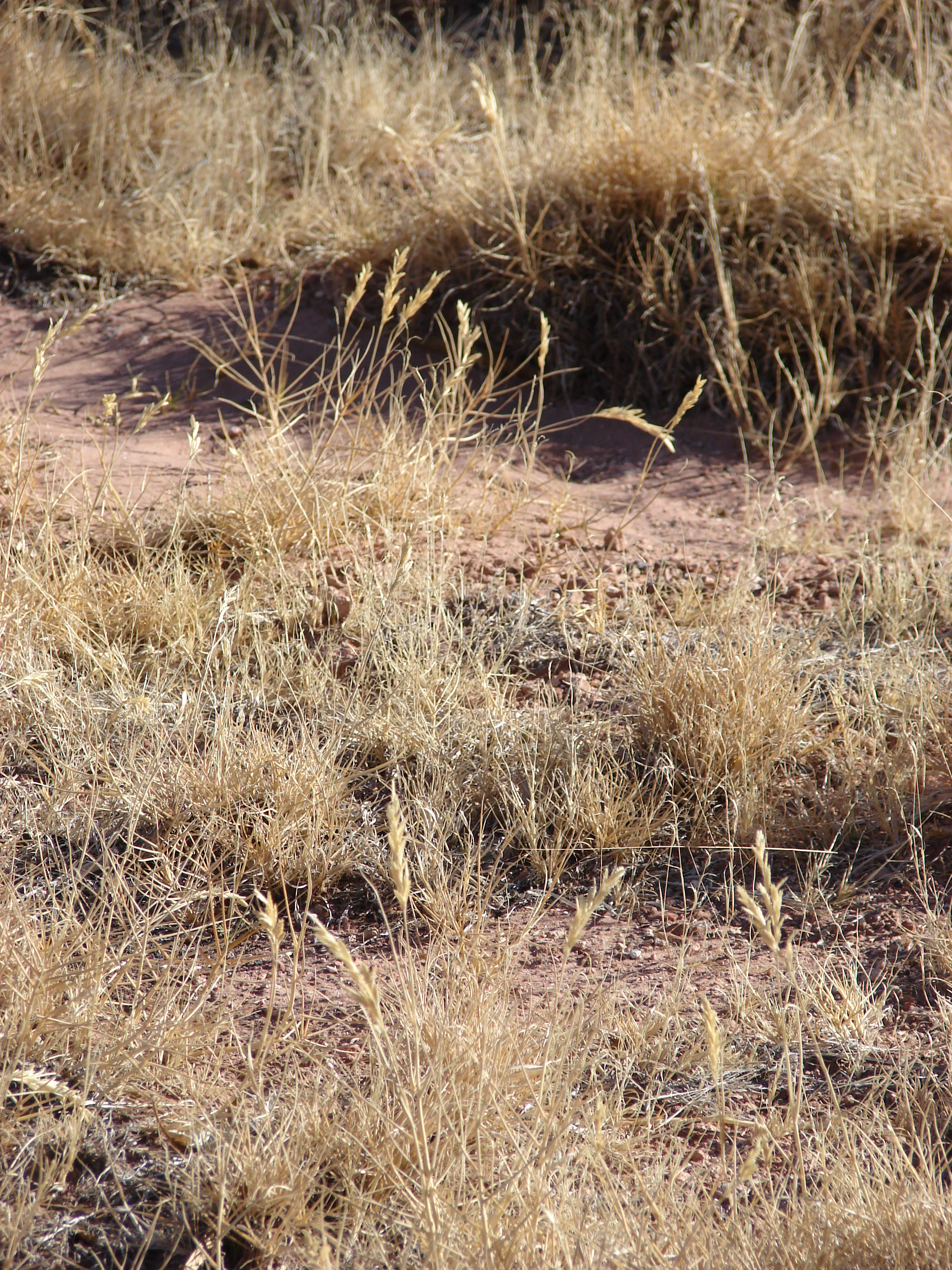
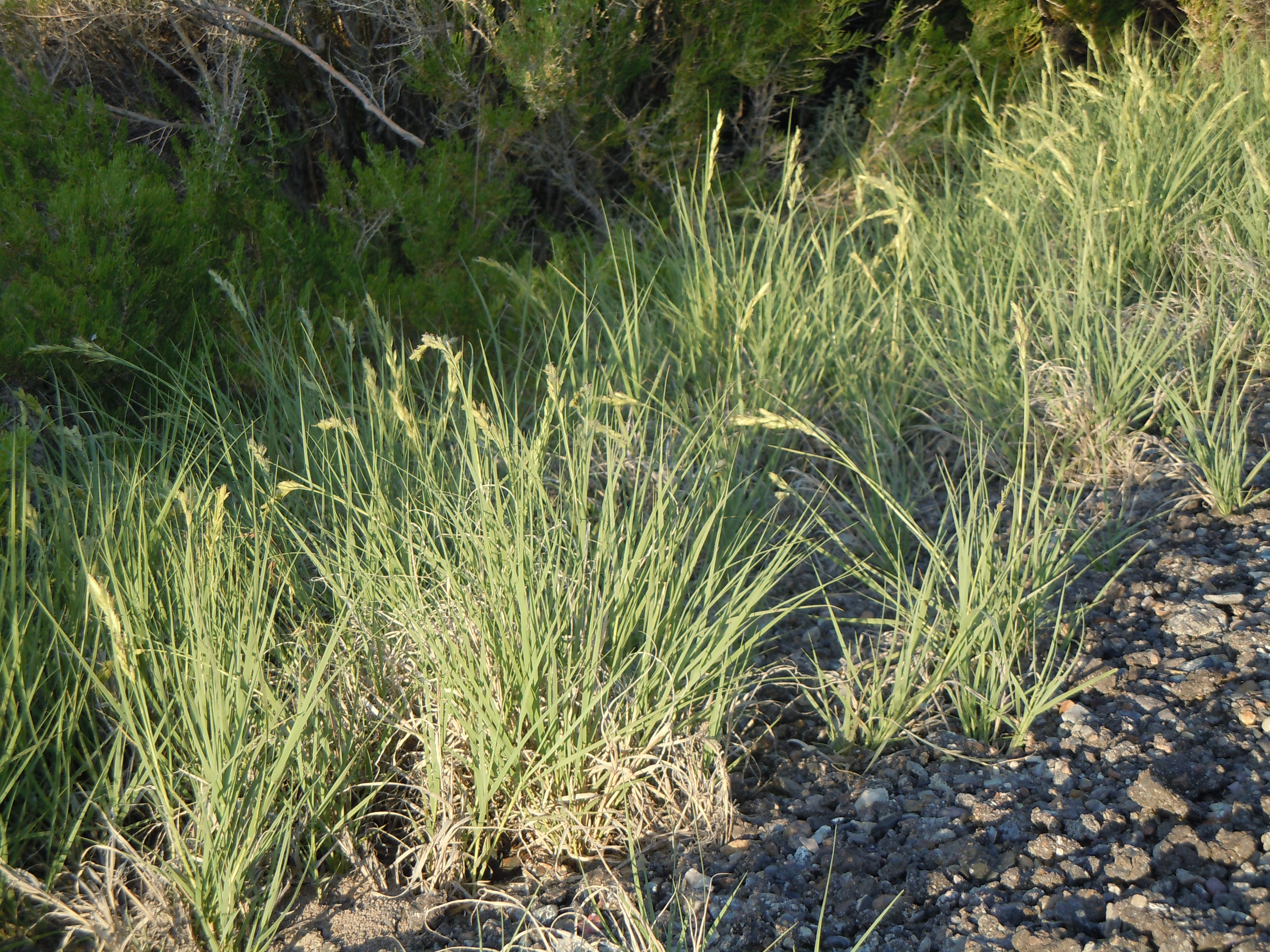
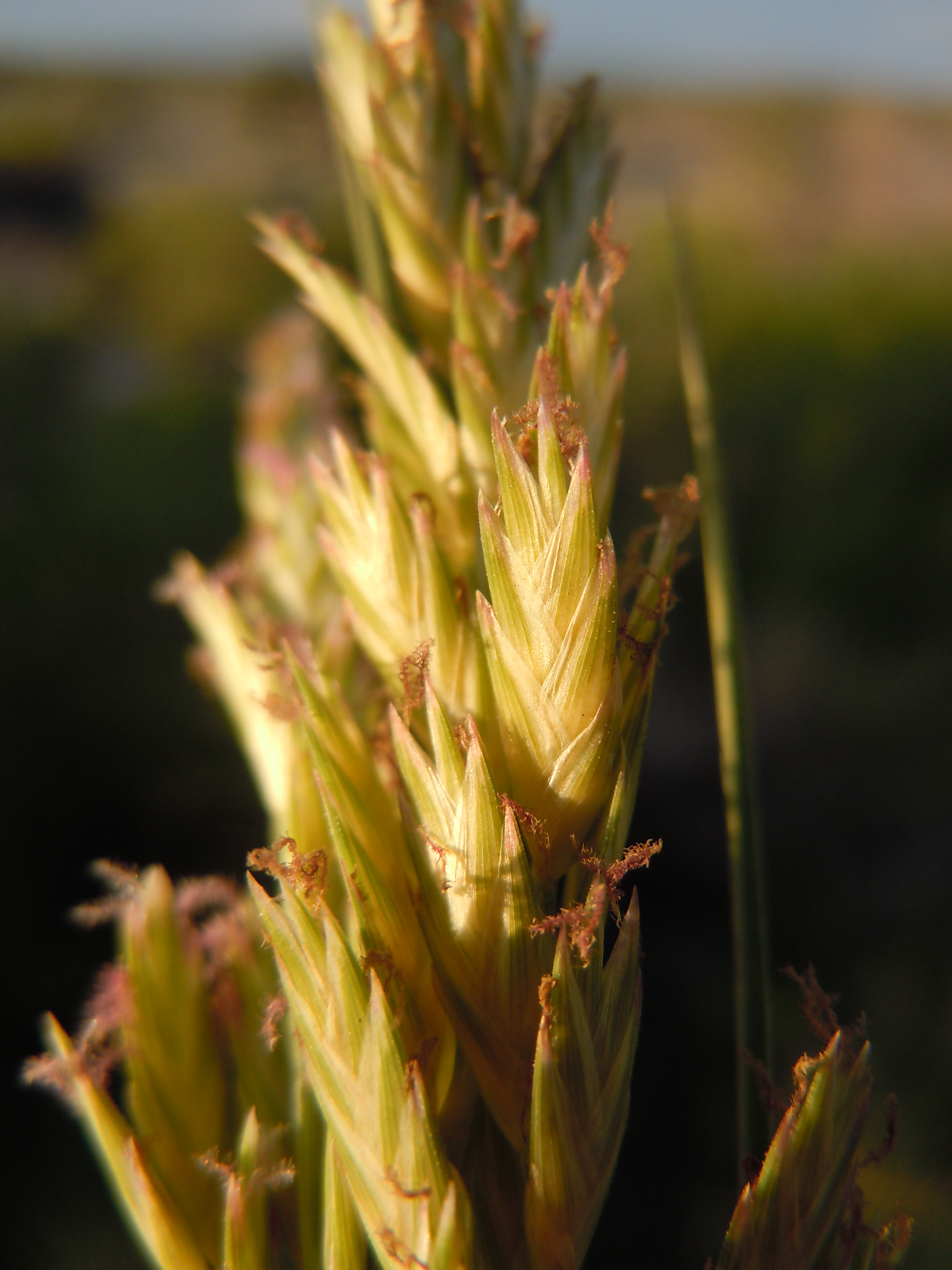